# میلبروک، میشیگان
میلبروک (به انگلیسی: Millbrook Township) یک منطقهٔ مسکونی در ایالات متحده آمریکا است که در شهرستان میکوستا، میشیگان واقع شده‌است.
 میلبروک ۹۲٫۷ کیلومتر مربع مساحت و ۱٬۰۸۱ نفر جمعیت دارد و ۳۳۳ متر بالاتر از سطح دریا واقع شده‌است.